# 1959年世界大賽
1959的世界大賽是由代表美聯的芝加哥白襪與代表國聯的洛杉磯道奇在世界大賽中對決。最後是由道奇以4勝2敗擊敗白襪，拿下搬來洛杉磯後的第一座世界大賽冠軍。
這是大聯盟史上第一次沒有任何先發投手投出完投的世界大賽。白襪隊睽違40年終於打進世界大賽，不過最後沒有拿下冠軍，他們一直到2005年才又拿下冠軍。
總教練：華特·艾爾史東（道奇）、艾爾·羅培茲（白襪）。
裁判：（美聯）、（國聯）、（美聯）、（國聯）、（美聯）、（國聯）。

## 總結
國聯 洛杉磯道奇（4）- 美聯 芝加哥白襪（2）
| 場次 | 比數           | 日期    | 地點             | 觀眾  |
| ---- | -------------- | ------- | ---------------- | ----- |
| 1    | 道奇 3，白襪 4 | 10月1日 | 科米斯基公園     | 48013 |
| 2    | 道奇 4，白襪 3 | 10月2日 | 科米斯基公園     | 47368 |
| 3    | 白襪 1，道奇 3 | 10月4日 | 洛杉磯紀念體育場 | 92394 |
| 4    | 白襪 4，道奇 5 | 10月5日 | 洛杉磯紀念體育場 | 92650 |
| 5    | 白襪 1，道奇 0 | 10月6日 | 洛杉磯紀念體育場 | 92706 |
| 6    | 道奇 9，白襪 3 | 10月8日 | 科米斯基公園     | 47653 |

## 逐場結果

### 第一戰：10月1日
| 洛杉磯道奇 | 0 | 0 | 0 | 0 | 0 | 0 | 0 | 0 | 0 | 0  | 8  | 3 |
| 芝加哥白襪 | 2 | 0 | 7 | 2 | 0 | 0 | 0 | 0 | X | 11 | 11 | 0 |
| 勝投： 厄里·溫恩 (1–0) 敗投： Roger Craig (0–1) 救援成功： Gerry Staley (1) 全壘打： 道奇：無 白襪：Ted Kluszewski 2 (3下,2分、4下,2分) |   |   |   |   |   |   |   |   |   |    |    |   |

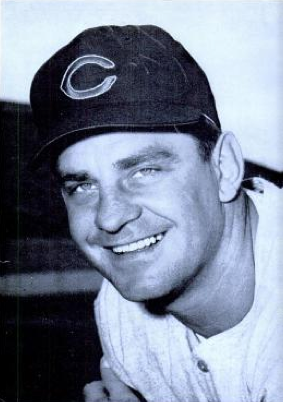
泰德·克魯澤伍斯基

睽違40年才打進世界大賽的白襪隊，在第一局就先靠著安打和高飛犧牲打攻下2分。
3局下，Ted Kluszewski敲出2分砲，並將Roger Craig打退場休息。接替投球的Chuck Churn卻連續讓5名打者上壘，使得白襪單局攻下7分。
4局下，Ted Kluszewski又敲出一發2分砲，最後白襪隊以11比0完封道奇拿下首勝。

### 第二戰：10月2日
| 洛杉磯道奇 | 0 | 0 | 0 | 0 | 1 | 0 | 3 | 0 | 0 | 4 | 9 | 1 |
| 芝加哥白襪 | 2 | 0 | 0 | 0 | 0 | 0 | 0 | 1 | 0 | 3 | 8 | 0 |
| 勝投： 強尼·波德瑞斯 (1–0) 敗投： Bob Shaw (0–1) 救援成功： Larry Sherry (1) 全壘打： 道奇：Charlie Neal 2 (5上,1分、7上,2分)、Chuck Essegian (7上,1分) 白襪：無 |   |   |   |   |   |   |   |   |   |   |   |   |

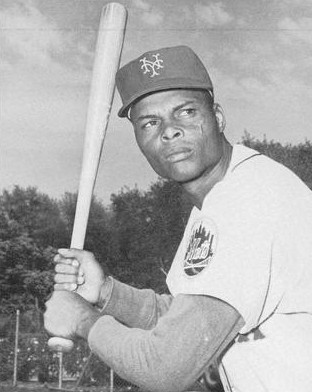
查理·尼爾

拿下首勝的白襪隊挾著氣勢持續在開局強攻，一樣在第一局先取得2分領先。
5局上，道奇隊的Charlie Neal敲出全壘打，幫助道奇拿下該屆世界大賽球隊的第一分。
7局上，這次道奇換另一名小將Chuck Essegian開轟，比分追成平手。而這次Neal又跳出來當英雄，他單場敲出雙響砲，幫助道奇以4比2逆轉超前。
8局下，Al Smith在一二壘有人的情況下敲出二壘安打，結果代表追平分的Sherm Lollar被刺殺在本壘前，白襪隊反撲的氣焰也被澆熄。

### 第三戰：10月4日
| 芝加哥白襪                                                                       | 0 | 0 | 0 | 0 | 0 | 0 | 0 | 1 | 0 | 1 | 12 | 0 |
| 洛杉磯道奇                                                                       | 0 | 0 | 0 | 0 | 0 | 0 | 2 | 1 | X | 3 | 5  | 0 |
| 勝投： 唐·德萊斯戴爾 (1–0) 敗投： Dick Donovan (0–1) 救援成功： Larry Sherry (2) |   |   |   |   |   |   |   |   |   |   |    |   |

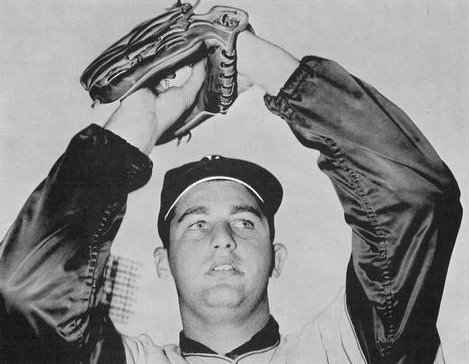
賴瑞·薛利

這場比賽雙方上演投手戰，兩隊前6局都無法得分。直到7局下Carl Furillo滿壘時敲出2分打點的安打，道奇取得2比0領先。
8局上，白襪隊接連敲出2支安打，德萊斯戴爾也隨即退場換上Larry Sherry，結果Sherry投出觸身球。但是Al Smith在無人出局滿壘時敲出雙殺打，最後白襪隊只攻下一分。道奇後來在8局下再拿一分，最後以3比1拿下系列賽第二勝。
其實白襪隊也不是沒有機會贏球，他們面對德萊斯戴爾也敲出了11支安打，不過兩次滿壘機會總共只得到一分，整場比賽一共合計11個殘壘。這也是白襪隊無法贏球的主因。

### 第四戰：10月5日
| 芝加哥白襪 | 0 | 0 | 0 | 0 | 0 | 0 | 4 | 0 | 0 | 4 | 10 | 3 |
| 洛杉磯道奇 | 0 | 0 | 4 | 0 | 0 | 0 | 0 | 1 | X | 5 | 9  | 0 |
| 勝投： Larry Sherry (1–0) 敗投： Gerry Staley (0–1) 全壘打： 白襪：Sherm Lollar (7上,3分) 道奇：吉爾·霍吉斯 (8下,1分) |   |   |   |   |   |   |   |   |   |   |    |   |

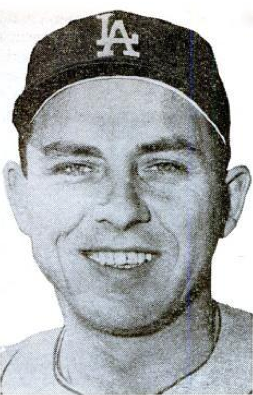
吉爾·霍吉斯

4局下，道奇隊靠著單局5支一壘安打打下4分大局，也把先發投手厄里·溫恩打退場。
Roger Craig在前6局都沒有讓白襪隊得到分數，不過7局上戰況風雲變色。Ted Kluszewski先是敲出安打拿下一分，Sherm Lollar接著敲出3分砲讓比賽回到原點。
不過道奇隊並沒有讓白襪隊高興太久，因為吉爾·霍吉斯在8局下敲出致勝全壘打，最後道奇一分之差氣走白襪。

### 第五戰：10月6日
| 芝加哥白襪                                                                 | 0 | 0 | 0 | 1 | 0 | 0 | 0 | 0 | 0 | 1 | 5 | 0 |
| 洛杉磯道奇                                                                 | 0 | 0 | 0 | 0 | 0 | 0 | 0 | 0 | 0 | 0 | 9 | 0 |
| 勝投： Bob Shaw (1–1) 敗投： 山迪·柯法斯 (0–1) 救援成功： Dick Donovan (1) |   |   |   |   |   |   |   |   |   |   |   |   |

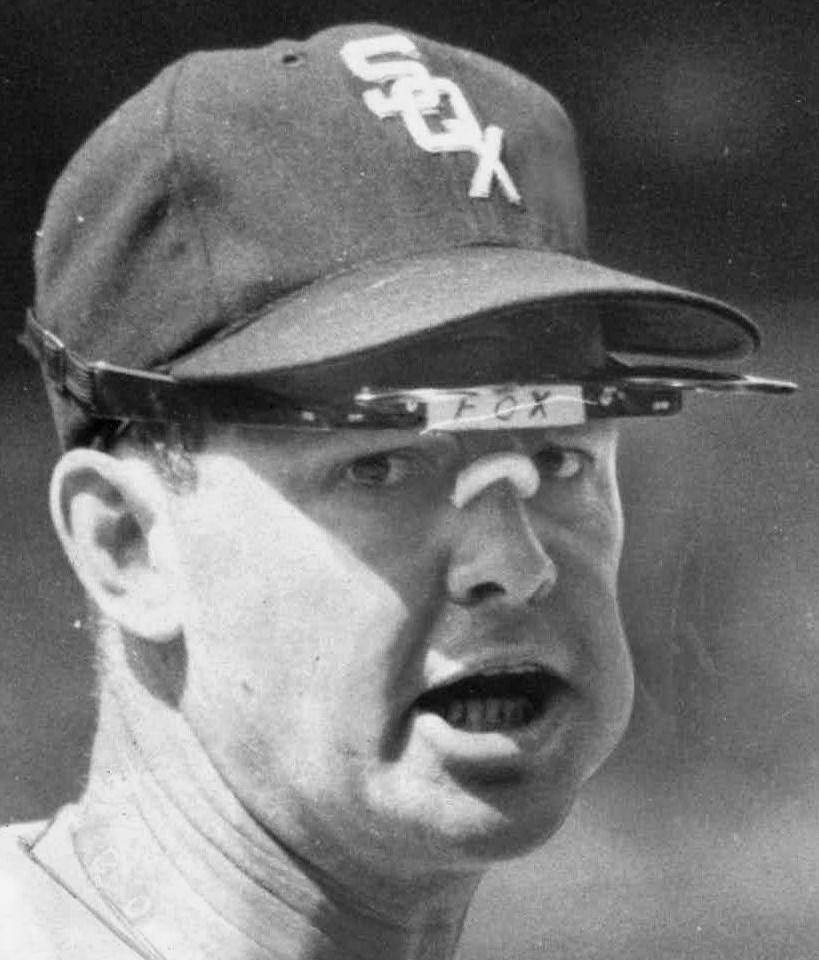
內利·法克斯

為了避免夜長夢多，道奇隊推出王牌左投山迪·柯法斯先發，而白襪隊推出單季拿下18勝6敗的Bob Shaw先發。
兩邊投手都發揮王牌本色，直到4局上，白襪隊靠著2支安打和滾地球先馳得點。Shaw主投7.1局雖然被敲出9支安打而且只有1次三振，不過沒有失分。
8局下，道奇隊一出局二三壘有人。白襪隊推上另一位強投比利·皮爾斯救援，而他投出故意四壞後退場。接手的Dick Donovan先讓Carl Furillo敲出沖天砲飛球出局，接下來讓Don Zimmer敲出飛球出局。也幫助球隊躲過失分危機。最後白襪就以1比0贏球，將戰線延長至第6戰。
這場比賽一共有92706名觀眾到場，至今仍是世界大賽單一一場比賽的觀眾數紀錄。

### 第六戰：10月8日
| 洛杉磯道奇 | 0 | 0 | 2 | 6 | 0 | 0 | 0 | 0 | 1 | 9 | 13 | 0 |
| 芝加哥白襪 | 0 | 0 | 0 | 3 | 0 | 0 | 0 | 0 | 0 | 3 | 6  | 1 |
| 勝投： Larry Sherry (2–0) 敗投： 厄里·溫恩 (1–1) 全壘打： 道奇：杜克·史奈德 (3上,2分)、Wally Moon (4上,2分)、Chuck Essegian (9上,1分) 白襪：Ted Kluszewski (4下,3分) |   |   |   |   |   |   |   |   |   |   |    |   |

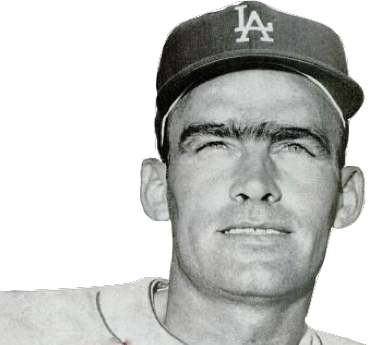
華利·穆恩

3局上，杜克·史奈德敲出2分砲，幫助道奇取得2比0領先。4局上，厄里·溫恩出現亂流，他在一出局被敲出3支安打後退場。然而接替的Dick Donovan並沒有像前一場比賽那樣具有壓制力，他先投出保送和被敲出二壘安打，接著再被Wally Moon敲出一發2分砲。道奇隊也攻下了6分大局。
儘管Ted Kluszewski在4局下敲出3分砲，但這也是白襪隊唯一的攻勢了。最後道奇以9比3大勝白襪，拿下搬來洛杉磯後的首冠。Larry Sherry也以出賽4場比賽，防禦率僅0.71的成績拿下世界大賽MVP。

## 外部連結
- Almanac網站上關於1959年世界大賽的頁面（页面存档备份，存于）
- MLB官網裡的1959年世界大賽頁面（页面存档备份，存于）
- Reference網站上關於1959年世界大賽的頁面（页面存档备份，存于）
- 1959年世界大賽逐場比賽結果以及每一球詳細紀錄[]